# Hohendubrau
Hohendubrau (hornolužickosrbsky Wysoka Dubrawa) je obec v Horní Lužici v německé spolkové zemi Sasko. Nachází se v zemském okrese Zhořelec a má přibližně 1 800 obyvatel. Své jméno dostala podle vyvýšeniny Hohe Dubrau, žádná z jejích historických částí toto jméno nenesla. Leží zhruba na půl cesty mezi Zhořelcem a Budyšínem, od kterých je vzdálena přibližně dvacet kilometrů.

## Historie
Nejstarší historická zmínka je o části Radšow z roku 1422, kdy je jmenována jako Radisschaw.

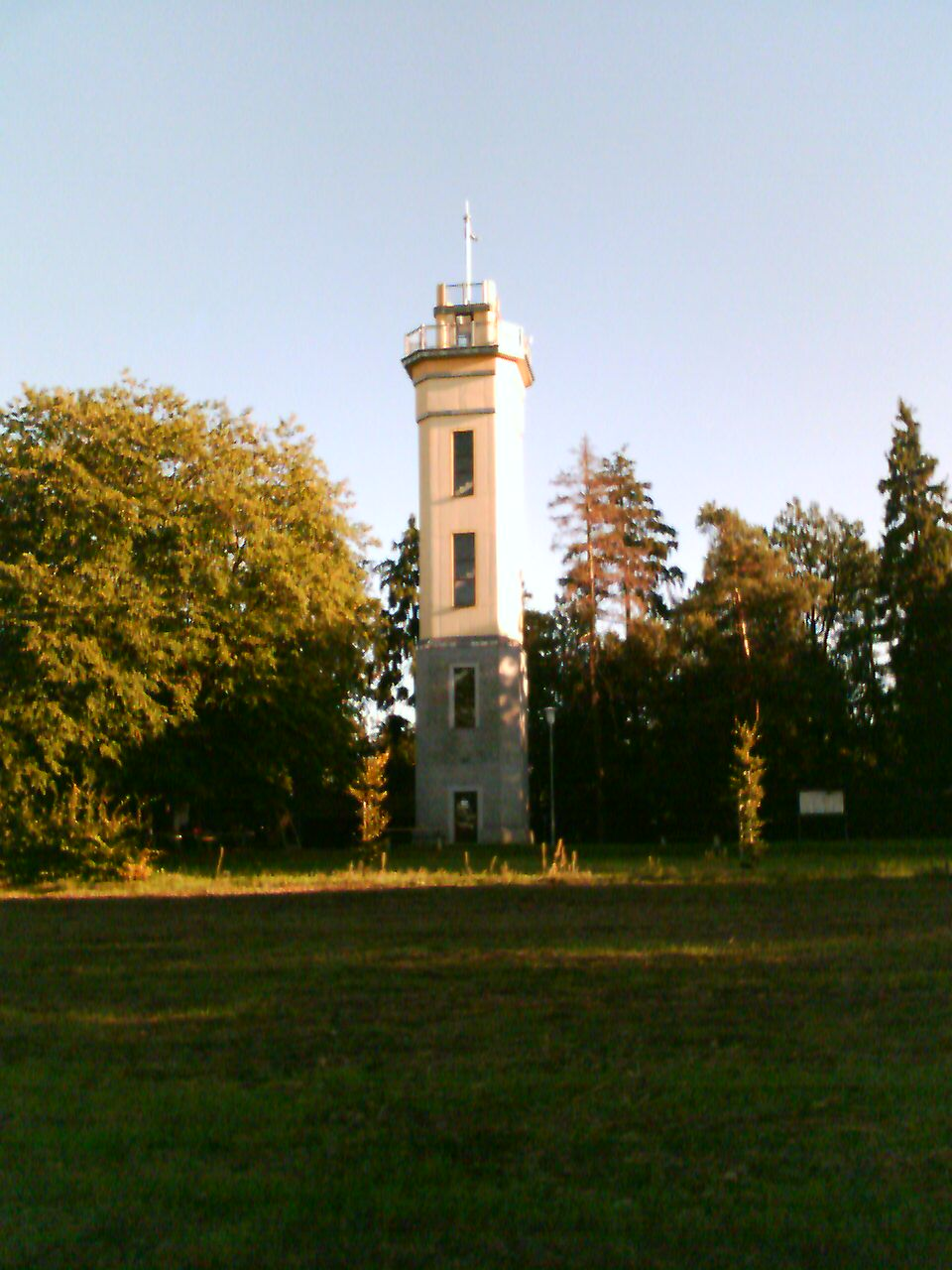
Rozhledna v Radšowě

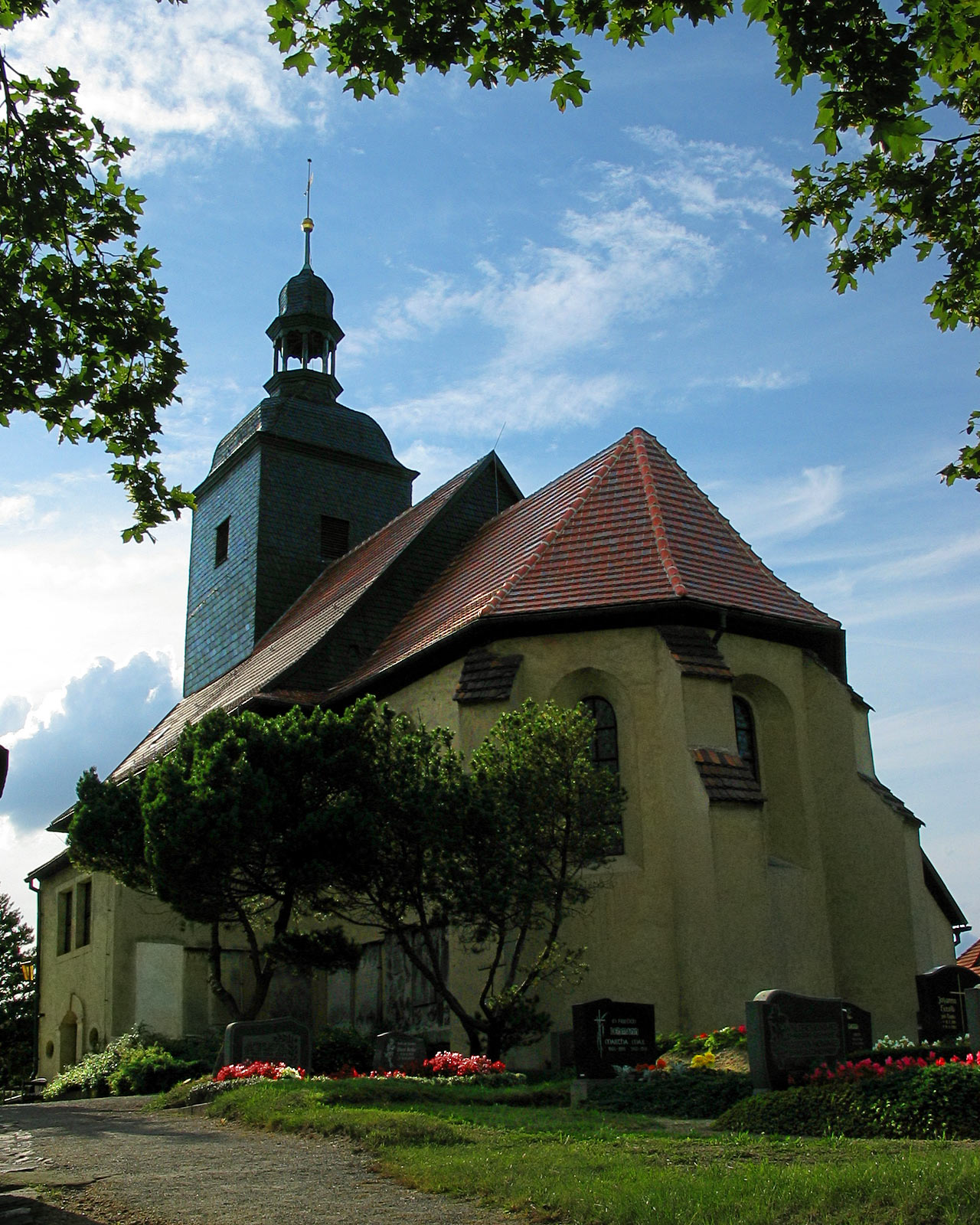
Kostel v Hbjelsku

## Administrativní dělení
- Dauban (Dubo)
- Gebelzig (Hbjelsk)
- Groß Radisch (Radšow)
- Groß Saubernitz (Zubornica)
- Jerchwitz (Jerchecy)
- Ober Prauske (Hornje Brusy)
- Sandförstgen (Borštka)
- Thräna (Drěnow)
- Weigersdorf (Wukrančicy)

## Pamětihodnosti
- Rozhledna poblíž Radšowa
- Kostel v Radšowě z roku 1801